# Tomas Locatelli
Tomas Locatelli (* 9. Juni 1976 in Bergamo) ist ein italienischer ehemaliger Fußballspieler.

## Karriere

### Verein
Tomas Locatelli begann seine Karriere in seiner Heimatstadt bei Atalanta Bergamo. Dort erhielt er in der Saison 1993/94 seine ersten Einsätze in der Serie A und stieg zum Saisonende mit dem Verein in die zweithöchste Spielklasse ab. Nach einer Saison in der Serie B gelang ihm mit der Mannschaft der direkte Wiederaufstieg und Locatelli unterzeichnete im Sommer 1995 beim AC Mailand. Der Stürmer konnte sich in Mailand nie gegen die Konkurrenz im Angriff bestehend aus George Weah, Roberto Baggio und Paolo Di Canio durchsetzen. Er absolvierte in der Saison 1995/96 nur fünf Ligapartien und gewann mit der Mannschaft den Scudetto. Im Januar 1997 verkaufte ihn der Verein schließlich zum Ligakonkurrenten Udinese Calcio.
In zwölf Ligapartien bis zum Saisonende 1996/97 gelang ihm kein Torerfolg, Udinese qualifizierte sich dennoch als Fünftplatzierter dank der Treffer von Paolo Poggi und Oliver Bierhoff für den UEFA-Pokal. Es gelang nach einem Erfolg gegen den polnischen Vertreter Widzew Łódź der Einzug in die zweite Runde, Udinese scheiterte dort aufgrund der Auswärtstorregel gegen Ajax Amsterdam und schied somit aus dem Wettbewerb aus. Auch in den folgenden drei Jahren qualifizierte sich Locatelli mit dem Verein für einen europäischen Klubwettbewerb, doch der Angreifer konnte weiterhin nicht überzeugen und trat nicht regelmäßig als Torschütze in Erscheinung. Im Sommer 2000 nahm ihn der FC Bologna unter Vertrag. In seiner ersten Saison bei Bologna erzielte er fünf Tore in 30 Ligaspielen und platzierte sich mit der Mannschaft auf dem zehnten Tabellenplatz. Nachdem auch in den folgenden drei Jahren der Klassenerhalt gesichert wurde, stieg er mit dem Verein nach der Saison 2004/05 in die zweithöchste Spielklasse ab.
Daraufhin verließ er den Verein und schloss sich der AC Siena an. Bei den Toskanern zählte er zu den Leistungsträgern und konnte sich dort einen Stammplatz sichern. Nachdem er drei Jahre in Siena verbracht hatte, zog es den Offensivspieler zum Zweitligisten AC Mantova. Er kämpfte mit dem Team lange um den Ligaerhalt und konnte sich diesen erst am letzten Spieltag der Saison 2008/09 sichern, als die Mannschaft einen Zähler über den Abstiegsrängen blieb.

### Nationalmannschaft
Locatelli durchlief diverse italienische Junioren-Auswahlen und absolvierte von 1994 bis 1997 auch zehn Partien für die italienische U-21-Auswahl. Er debütierte am 13. November 1999 in der italienischen Nationalmannschaft. Beim Länderspiel gegen Belgien lief er in der 78. Minute als Einwechselspieler für Francesco Totti aufs Spielfeld, die Squadra Azzurra verlor mit 1:3 gegen die belgische Auswahl. Auch bei seinem zweiten Einsatz am 23. Februar 2000 lief er als Ersatzspieler aufs Feld und gewann die Partie gegen Schweden mit 1:0. 